# Фаса
Фаса (перс. فسا) — місто у іранській провінції Фарс.
Населення міста — 191,0 тис. осіб (2006).
Розвинуте сільське господарство.
Освітній центр (Ісламський Азадський університет Фаси, Медичний університет тощо).

## Особистості
- Алі Асгар Таджвіді (нар. 1948) — сучасний іранський художник